# 黑尔施韦勒-佩特斯海姆
黑尔施韦勒-佩特斯海姆是德国莱茵兰-普法尔茨州的一个市镇。总面积7.47平方公里，总人口1306人，其中男性653人，女性653人（2011年12月31日），人口密度175人/平方公里。